# 文登区
文登区（ぶんとう-く）は、中華人民共和国山東省威海市に位置する市轄区。威海大水泊空港があり、仁川国際空港より大韓航空の国際便が就航している。

## 歴史
568年（天統4年）、牟平県及び観陽県の一部を分割し文登県が設置される。1988年に文登市、2014年に文登区となる。

## 行政区画
- 街道:竜山路街道、天福路街道、環山路街道
- 鎮:文登営鎮、大水泊鎮、張家産鎮、高村鎮、沢庫鎮、侯家鎮、宋村鎮、沢頭鎮、小観鎮、葛家鎮、米山鎮、界石鎮
- 開発区:文登経済開発区、威海南海新区